# Dendrocalamus brandisii
Dendrocalamus brandisii är en gräsart som först beskrevs av William Munro, och fick sitt nu gällande namn av Wilhelm Sulpiz Kurz. Dendrocalamus brandisii ingår i släktet Dendrocalamus och familjen gräs.
Artens utbredningsområde är Burma. Inga underarter finns listade i Catalogue of Life.